# 樋口基康
樋口 基康（ひぐち もとやす）は、江戸時代中期の公卿。樋口康熙の次男。号は観無量寿院。官位は正二位・権大納言。樋口家4代当主。昭和天皇の高祖母（信子）の父である。

## 経歴
樋口康熙の次男として誕生。母は家女房。
宝永2年（1705年）に異母兄の康輝が夭折していたため、その後生まれた庶子の基康が樋口家を継いだ。宝暦10年（1760年）に参議、安永4年（1778年）に権大納言となった。
安永9年（1780年）薨去。享年75。

## 系譜
- 父：樋口康熙
- 母：家女房
- 正室：松平頼豊の娘
- 生母不明の子女
  - 男子：樋口冬康 (1727-1768)
  - 男子：日野西延光 (1771-1846)
  - 男子：石井行宣 (1762-1838)
  - 女子：樋口信子 (1751-1845) - 二条治孝側室
  - 女子：樋口藤子 - 光格天皇勾当内侍
  - 女子：高丘紹季室